# Henry Wells (Musiker)

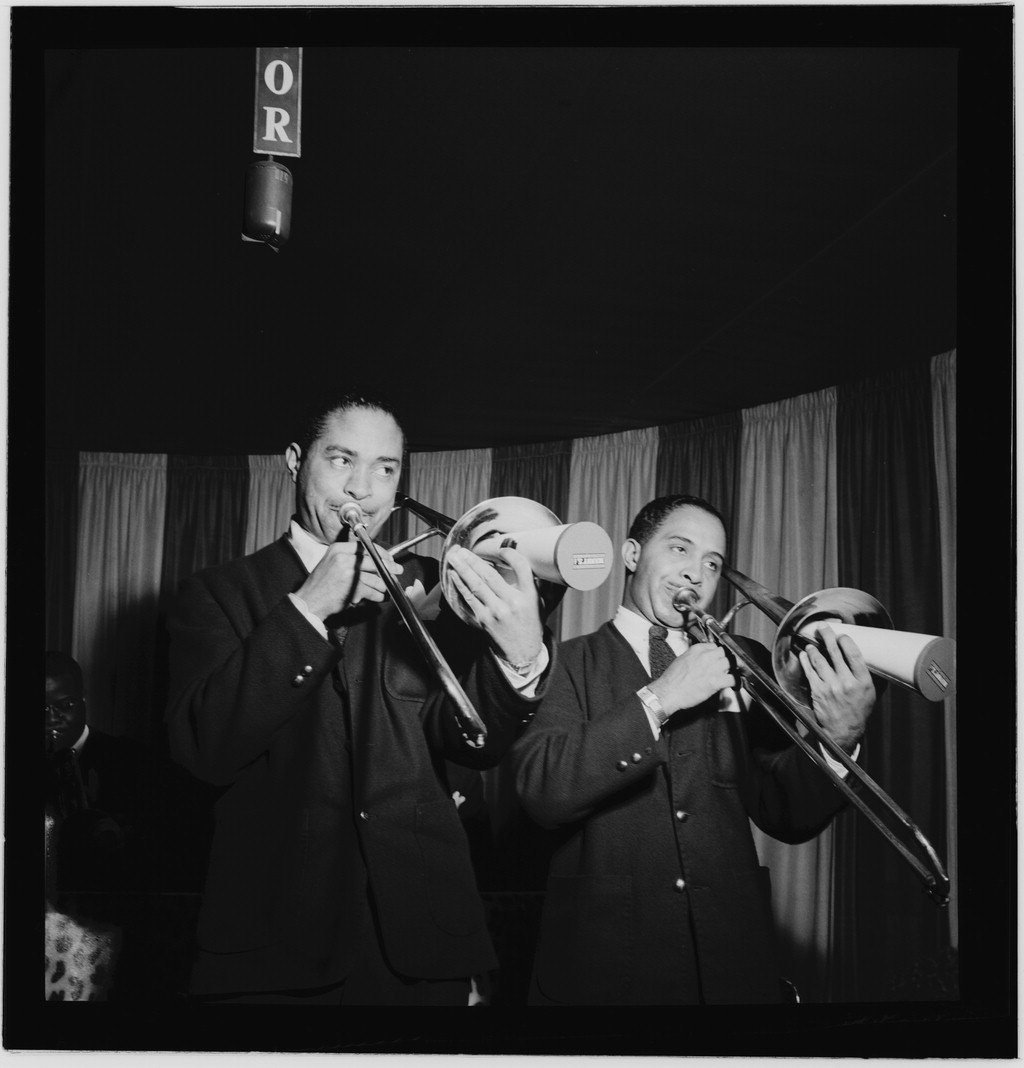
Henry Wells (rechts) neben seinem Bruder Dicky Wells, Eddie Condon’s, New York, ca. Januar 1947.
Fotografie von William P. Gottlieb.

Henry Wells (* 1906 in Dallas; † nach 1960 in New York City) war ein US-amerikanischer Jazz-Posaunist und Sänger des Swing.
Wells war der Bruder von Dicky Wells (1907–1985), der ebenfalls Posaune spielte. Wells studierte in den 1920er Jahren Musik an der Fisk University und am Konservatorium in Cincinnati; 1926 begann er als professioneller Musiker zu arbeiten. Bereits während seiner Zeit an der Fisk University lernte er Jimmie Lunceford kennen, der eine Studentenband namens The Chickasaw Syncopators leitete. Wells wurde 1929 Mitglied in der professionellen Lunceford-Band und blieb bis 1935. In dieser Zeit arbeitete er auch mit anderen Bandleadern, wie Claude Hopkins und Cab Calloway. Von 1936 bis 1946 spielte er gelegentlich bei Andy Kirk; außerdem mit Gene Krupa, Teddy Hill und einer eigenen Big Band. Bei Kirk betätigte sich Wells auch als Sänger. Nach dem Militärdienst während des Zweiten Weltkriegs arbeitete er Ende der 1940er Jahre mit Rex Stewart und Sy Oliver. Wells blieb bis in die 1960er Jahre in Kalifornien als Musiker aktiv.